# Gene Nelson
Gene Nelson, pseudonimo di Eugene Leander Berg (Astoria, 24 marzo 1920 – Los Angeles, 16 settembre 1996), è stato un ballerino, attore, cantante, e regista statunitense.

## Biografia
Dalla natia Astoria (Oregon), all'età di un anno Gene Nelson seguì la famiglia prima a Seattle e successivamente a Santa Monica (California), dove iniziò ad appassionarsi al ballo e a seguire corsi di danza. Mentre frequentava il liceo, si distinse come ginnasta e come pattinatore sul ghiaccio, facendo il suo debutto sulle scene proprio in quest'ultima veste con la Sonja Henie Hollywood Ice Revue nello spettacolo It Happened on Ice (1937) presso il Broadway's Center Theater. Notato da un talent scout della 20th Century Fox, Nelson fece un paio di apparizioni non accreditate sul grande schermo in Ho trovato una stella (1939) e Everything Happens at Night (1939), dopodiché fu arruolato e prestò servizio militare durante la seconda guerra mondiale. In quel periodo recitò in un film musicale di propaganda, This Is the Army (1943).
Terminato il conflitto, Nelson riprese la carriera cinematografica e apparve in alcuni altri ruoli non accreditati nei film Barriera invisibile (1947), e Le mura di Gerico (1948). Due anni più tardi firmò un contratto con la Warner Bros. e iniziò a comparire in una serie di pellicole musicali nelle quali si distinse come sorridente e atletico ballerino. Il primo di questi fu The Daughter of Rosie O'Grady (1950), in cui recitò accanto a June Haver, Gordon MacRae e Debbie Reynolds. Nello stesso anno apparve in un altro musical, Tè per due (1950), il primo di una serie di pellicole in cui recitò al fianco della giovane stella della Warner Doris Day. Ispirato alla pièce degli anni venti No, No, Nanette, la vicenda è incentrata su uno spensierato gruppo di artisti esordienti che tentano di scovare il denaro necessario a mettere in piedi una rivista, e Nelson impersonò Tommy Trainor, il primo ballerino della compagnia, dimostrando grande tecnica nei numeri di danza. 
Nelson chiuse il 1950 con The West Point Story, ancora con Doris Day e con James Cagney e Virginia Mayo. L'anno seguente fu la volta di La ninna nanna di Broadway (1951), in cui ritrovò la Day e Gordon MacRae, e di Femmine bionde (1951), con Dennis Morgan e nuovamente Virginia Mayo. Con quest'ultima attrice Nelson recitò in altre occasioni, come in Il collegio si diverte (1952), che fu interpretato anche da Ronald Reagan, e in Virginia, dieci in amore (1953). Nel 1954 Nelson cambiò momentaneamente registro e apparve nel poliziesco La città spenta, con Sterling Hayden, mentre l'anno seguente tornò al musical e fu tra i protagonisti di Oklahoma! (1955), del quale si ricorda in particolare il numero di danza con il lazo sulle note di Everything's Up to Date in Kansas City. 
Giunto all'apice della carriera, Nelson apparve sempre più frequentemente sul piccolo schermo in serie antologiche quali The Ford Television Theatre (1955), di genere poliziesco come Indirizzo permanente (1963) e Ironside (1967), e western come Gli uomini della prateria (1959), Gunsmoke (1959-1960), e Northwest Passage (1959), nell'episodio The Fourth Brother, in cui interpretò un uomo che tenta di dimostrare la propria estraneità a un omicidio, accanto a Buddy Ebsen e Keith Larsen. Dall'inizio degli anni sessanta l'attore era inoltre passato dietro la macchina da presa e, in veste di regista, debuttò con la serie televisiva western The Rifleman (1961-1962), mentre per il grande schermo diresse in due occasioni Elvis Presley nelle commedie musicali Il monte di Venere (1964), di cui fu anche co-sceneggiatore, e Avventura in Oriente (1965).
La successiva carriera di regista di Nelson si concentrò sulla televisione, per la quale egli diresse numerosi episodi di show di intrattenimento come The Donna Reed Show (1962-1965), e serie quali The Farmer's Daughter (1963-1965) e Strega per amore (1965). Contribuì al genere poliziesco televisivo, curando la regia di diversi episodi delle serie F.B.I. (1967-1970) e A tutte le auto della polizia (1973-1974). Diresse inoltre un episodio della serie classica di Star Trek, La posta in gioco (The Gamesters of Triskelion), girato nel 1968.
Nelson continuò l'attività di regista durante tutti gli anni settanta, dopo aver ottenuto un grande successo a Broadway nel ruolo di Buddy nella commedia musicale Follies, per la quale ottenne nel 1971 una nomination al premio Tony Award come miglior attore non protagonista in un musical, e con cui riconfermò il proprio talento e stile atletico nella danza.

## Vita privata
Gene Nelson sposò nel 1941 Miriam Franklin, dalla quale ebbe un figlio, Douglas, e da cui divorziò nel 1956. Due anni più tardi si risposò con Marilyn Morgan, da cui ebbe due figli, Victoria e Christopher. Dopo il divorzio nel 1974 dalla Morgan, Nelson si risposò per la terza volta nel 1990 con Jean Martin.
Ritiratosi dalle scene dal 1981, dopo un'ultima apparizione nella commedia S.O.B. di Blake Edwards, Nelson morì di cancro il 16 settembre 1996, all'età di settantasei anni.

## Filmografia come attore

### Cinema
- Ho trovato una stella (Second Fiddle), regia di Sidney Lanfield (1939) – non accreditato
- Everything Happens at Night, regia di Irving Cummings (1939) – non accreditato
- This Is the Army, regia di Michael Curtiz (1943) – non accreditato
- E ora chi bacerà (I Wonder Who's Kissing Her Now), regia di Lloyd Bacon (1947)
- Barriera invisibile (Gentleman's Agreement), regia di Elia Kazan (1947) – non accreditato
- Le mura di Gerico (The Walls of Jericho), regia di John M. Stahl (1948) – non accreditato
- Amore sotto i tetti (Apartment for Peggy), regia di George Seaton (1948) – non accreditato
- The Daughter of Rosie O'Grady, regia di David Butler (1950)
- Tè per due (Tea for Two), regia di David Butler (1950)
- The West Point Story, regia di Roy Del Ruth (1950)
- La ninna nanna di Broadway (The Lullaby of Broadway), regia di David Butler (1951)
- Femmine bionde (Painting the Clouds with Sunshine), regia di David Butler (1951)
- Starlift, regia di Roy Del Ruth (1951)
- Il collegio si diverte (She's Working Her Way Through College), regia di H. Bruce Humberstone (1952)
- Virginia, dieci in amore (She's Back on Broadway), regia di Gordon Douglas (1953)
- Three Sailors and a Girl, regia di Roy Del Ruth (1953)
- La città spenta (Crime Wave), regia di André De Toth (1954)
- Tre americani a Parigi (So This Is Paris), regia di Richard Quine (1955)
- Sette secondi più tardi (Timeslip), regia di Ken Hughes (1955)
- Oklahoma!, regia di Fred Zinnemann (1955)
- Dial 999, regia di Montgomery Tully (1955)
- Tom, Dick and Harry, regia di Oscar Rudolph – film tv  (1960)
- Shangri-La, regia di George Schaefer (1960) – film tv
- 20,000 Eyes, regia di Jack Leewood (1961)
- The Purple Hills, regia di Maury Dexter (1961)
- Thunder Island, regia di Jack Leewood (1963)
- Family Flight, regia di Marvin J. Chomsky (1972) – film tv
- A Brand New Life, regia di Sam O'Steen (1973) – film tv
- S.O.B., regia di Blake Edwards (1981)

### Televisione
- The Colgate Comedy Hour – serie TV, 1 episodio (1954)
- Studio One – serie TV, 1 episodio (1955)
- The Best of Broadway – serie TV, 1 episodio (1955)
- Shower of Stars – serie TV, 2 episodi (1954-1955)
- General Electric Theater – serie TV, episodio 4x01 (1955)
- The Ford Television Theatre – serie TV, 1 episodio (1955)
- Chevron Hall of Stars – serie TV, 1 episodio (1956)
- Celebrity Playhouse – serie TV, episodio 1x20 (1956)
- Climax! – serie TV, episodio 2x21 (1956)
- Matinee Theatre – serie TV, 1 episodio (1956)
- Schlitz Playhouse of Stars – serie TV, 1 episodio (1956)
- The Kaiser Aluminum Hour – serie TV, episodio 1x21 (1957)
- Maverick – serie TV, episodio 1x21 (1958)
- Kraft Television Theatre – serie TV, 1 episodio (1958)
- Northwest Passage – serie TV, 1 episodio (1959)
- Have Gun - Will Travel – serie TV, episodio 2x23 (1959)
- The Millionaire – serie TV, 1 episodio (1959)
- Bat Masterson – serie TV, 1 episodio (1959)
- The Gale Storm Show: Oh, Susanna! – serie TV, 1 episodio (1959)
- Gli uomini della prateria (Rawhide) – serie TV, episodio 2x03 (1959)
- Alcoa Theatre – serie TV, 1 episodio (1959)
- Philip Marlowe – serie TV, episodio 1x23 (1960)
- Black Saddle – serie TV, 1 episodio (1960)
- Lo sceriffo indiano (Law of the Plainsman) – serie TV, episodio 1x30 (1960)
- Men Into Space – serie TV, episodio 1x31 (1960)
- Gunsmoke – serie TV, 3 episodi (1959-1960)
- I detectives (The Detectives) – serie TV, episodio 2x33 (1961)
- Follow the Sun – serie TV, episodio 1x28 (1962)
- Indirizzo permanente (77 Sunset Strip) – serie TV, 5 episodi (1963)
- La legge di Burke (Burke's Law) – serie TV, 2 episodi (1963-1964)
- Ironside – serie TV, 1 episodio (1967)
- Mod Squad, i ragazzi di Greer (The Mod Squad) – serie TV, 1 episodio (1968)
- ITV Saturday Night Theatre – serie TV, 1 episodio (1970)
- Ghost Story – serie TV, 1 episodio (1973)
- Le strade di San Francisco (The Streets of San Francisco) – serie TV, 1 episodio (1974)
- Fantasilandia (Fantasy Island) – serie TV, 1 episodio (1982)
- La signora in giallo (Murder, She Wrote) – serie TV, episodio 3x12 (1987)

## Filmografia come regista

### Cinema
- Hand of Death (1962)
- Hootenanny Hoot (1963)
- Archie (1963) –film tv
- Il monte di Venere (Kissin' Cousins) (1964)
- Your Cheatin' Heart (1964)
- Avventura in Oriente (Harum Scarum) (1965)
- Where's Everett (1966) – film tv
- Wake Me When the War Is Over (1969) – film tv
- The Letters (1973) – film tv
- McNaughton's Daughters (1976) – film tv
- Dan August: The Jealousy Factor (1980) – film tv

### Televisione
- The Rifleman – serie TV, 8 episodi (1961-1962)
- Have Gun - Will Travel – serie TV, 1 episodio (1962)
- Destry – serie TV, 4 episodi (1964)
- Vacation Playhouse – serie TV, 1 episodio (1964)
- Il reporter (The Reporter) – serie TV, 1 episodio (1964)
- La legge di Burke (Burke's Law) – serie TV, 2 episodi (1964)
- The Andy Griffith Show – serie TV, 2 episodi (1964)
- The Donna Reed Show – serie TV, 21 episodi (1962-1965)
- The Farmer's Daughter – serie TV, 7 episodi (1963-1965)
- L'isola di Gilligan (Gilligan's Island) – serie TV, 1 episodio (1965)
- Tammy – serie TV, 1 episodio (1965)
- Strega per amore (I Dream of Jeannie) – serie TV, 8 episodi (1965)
- I Pruitts (The Pruitts of Southampton) – serie TV, 1 episodio (1966)
- I forti di Forte Coraggio (F Troop) – serie TV, 1 episodio (1966)
- Twelve O'Clock High – serie TV, 1 episodio (1967)
- Laredo – serie TV, 1 episodio (1967)
- Cowboy in Africa – serie TV, 1 episodio (1967)
- Iron Horse – serie TV, 3 episodi (1967)
- Star Trek – serie TV, 1 episodio (1968)
- Squadra speciale anticrimine (Felony Squad) – serie TV, 2 episodi (1957-1968)
- Lancer – serie TV, 2 episodi (1968)
- Hawaii Squadra Cinque Zero (Hawaii Five-O) – serie TV, 1 episodio (1969)
- The Silent Force – serie TV, 1 episodio (1970)
- F.B.I. – serie TV, 7 episodio (1967-1970)
- Mod Squad, i ragazzi di Greer (The Mod Squad) – serie TV, 18 episodi (1968-1971)
- Dan August – serie TV, 2 episodi (1970-1971)
- Ironside – serie TV, 1 episodio (1973)
- A tutte le auto della polizia (The Rookies) – serie TV, 5 episodi (1973-1974)
- Cannon – serie TV, episodi 3x04-3x18 (1973-1974)
- Barnaby Jones – serie TV, 1 episodio (1974)
- Get Christie Love! – serie TV, 1 episodio (1974)
- Starsky & Hutch – serie TV, 1 episodio (1975)
- L'uomo invisibile (The Invisible Man) – serie TV, 1 episodio (1975)
- The San Pedro Beach Bums – serie TV, 2 episodi (1977)
- Due americane scatenate (The American Girls) – serie TV, 1 episodio (1978)
- Quincy (Quincy, M.E.) – serie TV, 1 episodio (1978)
- Pattuglia recupero (Salvage 1) – serie TV, 1 episodio (1979)
- La gang degli orsi (The Bad News Bears) – serie TV, 1 episodio (1979)
- Operazione sottoveste (Operation Petticoat) – serie TV, 2 episodi (1979)
- Eischied – serie TV, 1 episodio (1979)
- Shirley – serie TV, 1 episodio (1979)
- Fantasilandia (Fantasy Island) – serie TV, 1 episodio (1979)

## Doppiatori italiani
- Giuseppe Rinaldi in Barriera invisibile, Tè per due, Femmine bionde, Il collegio si diverte,  Virginia, dieci in amore, Tre americani a Parigi
- Adolfo Geri in La ninna nanna di Broadway
- Stefano Sibaldi in La città spenta
- Gianfranco Bellini in Oklahoma!